# ハタンガ川
ハタンガ川（ハタンガがわ、Khatanga、ロシア語: Хатанга）は、ロシアのシベリア北部を流れ北極海へ注ぐ長さ227kmの川である。
中央シベリア高原北部の一番高い部分として位置するプトラナ台地に源を発するコトゥイ川（Kotuy）とヘタ川（Kheta）の合流により形成される。大きな三角江であるハタンガ湾を経てラプテフ海へと注ぐ。川の沿岸はツンドラ地帯と湿地帯で、11万2,000個、広さ計11,600km2の湖が点在する。
9月末から10月にかけて凍結し、6月初めに融ける。サケ科の魚やムクスンなどが多く生息する。川は航行可能で、ハタンガの町には河港がある。

## 支流
主な支流に、ニジニャヤ川（Nizhnyaya）、ブルジャヤ川（Bludnaya）、ポピガイ川（Popigay）、ノヴァヤ川（Novaya）、マラヤ川（Malaya）などがある。
- コトゥイ川
- ヘタ川